# Hania (nuvelă)
„Hania” (în poloneză Hania) este o nuvelă scrisă de Henryk Sienkiewicz și publicată în 1876.